# Бібліда
Бібліда або Бібліс (дав.-гр. Βυβλίς або Βιβλίς) — в грецькій міфології дочка критянина Мілета (епоніма міста в Малій Азії, куди він втік, рятуючись від Міноса) і карійської царівни Ейдотеї.
Бібліда була закохана в брата Кавна, який не поділяв її почуттів. Щоб не піддатися пристрасті і не зробити гріха, Кавн втік з Мілета. Бібліда з горя померла. Згідно з версією Парфенія, Бібліда прив'язала до дуба стрічку для волосся і повісилася, а пролиті нею сльози утворили невичерпне джерело в Карії під кам'яним дубом…. За іншою версією міфа, саме Кавн домагався любові своєї сестри, що стало потім причиною самогубства Бібліди і втечі з рідної домівки самого Кавна. Згідно з версією Антоніна Ліберала, Бібліда хотіла кинутися зі скелі, але німфи втримали її і перетворили на гамадріаду.
З ім'ям Бібліди пов'язують походження трьох топонімів: Бібла у Фінікії, Бібліса в Карії і однієї з історичних назв острова Мілос.